# Exodus (album DMX)
Exodus (noto anche come EXODUS 1:7) è l'ottavo e ultimo album in studio del rapper americano DMX. È stato pubblicato il 28 maggio 2021 tramite Ruff Ryders Entertainment, Bloodline Records e Def Jam Recordings. È il primo album in studio di DMX in nove anni da Undisputed (2012), ed è anche il suo unico progetto postumo pubblicato. La traccia dell'album Bath Salts con Jay-Z e Nas è stata nominata come migliore canzone rap alla 64ª edizione dei Grammy Awards.

## Tracce
1. That's My Dog (featuring The Lox and Swizz Beatz) – 5:06 (Earl Simmons, Jason Phillips, David StylesS, ean Jacobs, Kasseem Dean, Abraham Orellana)
2. Bath Salts (featuring Jay-Z and Nas) – 3:00 (Simmons, Shawn Carter, Nasir Jones, Dean, Michael "Prime Maximus" Forno)
3. Dogs Out (featuring Lil Wayne and Swizz Beatz) – 2:45 (Simmons, Dwayne Carter, Jr.Dean, Orellana, Anslem Douglas, Osbert Gurley)
4. Money Money Money (featuring Moneybagg Yo) – 2:08 (Simmons, Demario White, Jr.Dean, Jean-Jacques Debout, Huard Dumas, Pierre Porte)
5. Hold Me Down (featuring Alicia Keys) – 3:39 (Simmons, Alicia Augello-Cook, Dean)
6. Skyscrapers (featuring Bono) – 3:25 (Simmons, Paul Hewson, Dean, Jerry "Wonda" Duplessis, Tyrone "Musicman Ty" Johnson, Arden "Keyz" Altino, Sean Fenton)
7. Stick Up Skit (featuring Cross, Infrared and Icepick) – 0:47 (Simmons, Dean)
8. Hood Blues (featuring Westside Gunn, Benny the Butcher and Conway the Machine) – 4:36 (Simmons, Alvin Worthy, Jeremie Pennick, Demond Price, DeanAvery "Avenue Beatz" Chambliss, Marlene Moore)
9. Take Control (featuring Snoop Dogg) – 3:50 (Simmons, Calvin Broadus, Denaun Porter, Dean, David Ritz, Marvin Gaye, Odell Brown)
10. Walking in the Rain (featuring Nas, Exodus Simmons and Denaun) – 4:00 (Simmons, Jones, Porter, DeanTim Schoegje, Lucky Specht, Thomas Forbes)
11. Exodus Skit – 0:20
12. Letter to My Son (Call Your Father) (featuring Usher and Brian King Joseph) – 4:05 (Simmons, Usher Raymond IV, Brian King Joseph, Nasri Atweh, Dean, Johnson)
13. Prayer – 2:02 (Simmons, Kanye West, Jahmal "BoogzDaBeast" Gwin, Derek Watkins)